# Marienhagen (Vöhl)
Marienhagen ist der zweitgrößte Ortsteil der Gemeinde Vöhl im nordhessischen Landkreis Waldeck-Frankenberg. Neben dem Ortskern rund um die evangelische Kirche gibt es zwei große Neubaugebiete.

## Geschichte

### Ortsgeschichte
Die älteste bekannte schriftliche Erwähnung von Marienhagen erfolgte unter dem Namen Merbenhagen im Jahr 1585.
Der Fund  eines Steinbeils aus der jüngeren Steinzeit und mehrere Hügelgräber aus der Bronzezeit lassen jedoch auf eine wesentlich frühere Besiedlung des Gebietes schließen. Im 8. oder 9. Jahrhundert wurde südlich des Orts die Ehrenburg erbaut. Einen sehr schönen Ausblick bietet die Lage der Ruine Frankenkirche, erbaut Anfang des 8. Jahrhunderts zur Zeit Karls des Großen und im Laufe der Grenzstreitigkeiten zwischen Franken und Sachsen schon bald wieder zerstört.
Marienhagen gehörte zunächst zur Landgrafschaft Hessen, seit 1806 zum Großherzogtum Hessen. Dort lag es in dessen Provinz Oberhessen. Nach Auflösung der Ämter im Großherzogtum 1821 gehörte es zum Landratsbezirk Vöhl und zum Bezirk des Landgerichts Vöhl. Die Gemeinde gehörte zu den Landesteilen, die das Großherzogtum nach dem verlorenen Krieg von 1866 mit dem Friedensvertrag vom 3. September 1866 an Preußen abtreten musste. Dort wurde es dem Landkreis Frankenberg und dem Amtsgericht Vöhl zugeordnet.
Nach dem Zweiten Weltkrieg wurden viele Heimatvertriebene integriert, die überwiegend aus dem Sudetenland nach Marienhagen kamen.
Hessische Gebietsreform (1970–1977)
Zum 1. Januar 1974 wurden die Gemeinden Hessenstein, Ittertal, Marienhagen, Obernburg und Vöhl kraft Landesgesetz zur Großgemeinde Vöhl zusammengeschlossen.
Für alle ehemals eigenständigen Gemeinden von Vöhl wurden Ortsbezirke mit Ortsbeirat und Ortsvorsteher nach der Hessischen Gemeindeordnung gebildet.

### Verwaltungsgeschichte im Überblick
Die folgende Liste zeigt die Staaten und Verwaltungseinheiten, denen Marienhagen angehört(e):
- vor 1356: Heiliges Römisches Reich, Herrschaft Itter
- 1356–1590: Heiliges Römisches Reich, Landesherrschaft strittig zwischen Landgrafschaft Hessen, Kurmainz und Grafschaft Waldeck, Herrschaft Itter
- ab 1585: Heiliges Römisches Reich, Landgrafschaft Hessen-Marburg, Herrschaft Itter
- 1604–1648: strittig zwischen Hessen-Kassel und Hessen-Darmstadt (Hessenkrieg)[9]
- ab 1604: Heiliges Römisches Reich, Landgrafschaft Hessen-Kassel, Amt Herrschaft Itter
- ab 1627: Heiliges Römisches Reich, Landgrafschaft Hessen-Darmstadt, Oberfürstentum Hessen, Amt Herrschaft Itter[10][11]
- ab 1806: Großherzogtum Hessen,[Anm. 2] Fürstentum Oberhessen, Amt Herrschaft Itter[12]
- ab 1815: Großherzogtum Hessen, Provinz Oberhessen, Amt Herrschaft Itter[13]
- ab 1821: Großherzogtum Hessen, Provinz Oberhessen, Landratsbezirk Vöhl[Anm. 3]
- ab 1848: Großherzogtum Hessen, Regierungsbezirk Biedenkopf
- ab 1852: Großherzogtum Hessen, Provinz Oberhessen, Kreis Vöhl
- ab 1867: Königreich Preußen,[Anm. 4] Provinz Hessen-Nassau, Regierungsbezirk Kassel, Kreis Frankenberg[11]
- ab 1871: Deutsches Reich, Königreich Preußen, Provinz Hessen-Nassau, Regierungsbezirk Kassel, Kreis Frankenberg
- ab 1918: Deutsches Reich, Freistaat Preußen, Provinz Hessen-Nassau, Regierungsbezirk Kassel, Kreis Frankenberg
- ab 1944: Deutsches Reich, Freistaat Preußen, Provinz Kurhessen, Landkreis Frankenberg
- ab 1945: Deutsches Reich, Amerikanische Besatzungszone,[Anm. 5] Groß-Hessen, Regierungsbezirk Kassel, Landkreis Frankenberg
- ab 1946: Deutsches Reich, Amerikanische Besatzungszone, Hessen, Regierungsbezirk Kassel, Landkreis Frankenberg
- ab 1949: Bundesrepublik Deutschland, Hessen, Regierungsbezirk Kassel, Landkreis Frankenberg
- ab 1974: Bundesrepublik Deutschland, Hessen, Regierungsbezirk Kassel, Landkreis Waldeck-Frankenberg

### Bevölkerung
Einwohnerstruktur 2011
Nach den Erhebungen des Zensus 2011 lebten am Stichtag dem 9. Mai 2011 in Marienhagen 810 Einwohner. Darunter waren 21 (2,6 %) Ausländer.
Nach dem Lebensalter waren 318 Einwohner unter 18 Jahren, 159 waren zwischen 18 und 49, 192 zwischen 50 und 84 und 24 Einwohner waren älter. Die Einwohner lebten in 360 Haushalten. Davon waren 105 Singlehaushalte, 120 Paare ohne Kinder und 105 Paare mit Kindern, sowie 27 Alleinerziehende und 3 Wohngemeinschaften. In 81 Haushalten lebten ausschließlich Senioren und in 222 Haushaltungen leben keine Senioren.
Einwohnerentwicklung
- 1585: 25 Hausgesesse[2]
- 1742: 29 Haushaltungen[2]
- 1806: 310 Einwohner, 46 Häuser[12]
- 1829: 325 Einwohner, 46 Häuser[15]

| Marienhagen: Einwohnerzahlen von 1791 bis 2014 | Marienhagen: Einwohnerzahlen von 1791 bis 2014 | Marienhagen: Einwohnerzahlen von 1791 bis 2014 | Marienhagen: Einwohnerzahlen von 1791 bis 2014 | Marienhagen: Einwohnerzahlen von 1791 bis 2014 |
| --- | ---------------------------------------------- | ---------------------------------------------- | ---------------------------------------------- | ---------------------------------------------- |
| Jahr |                                                |                                                |                                                | Einwohner                                      |
| 1791 | 1791                                           |                                                | 219                                            | 219                                            |
| 1800 | 1800                                           |                                                | 286                                            | 286                                            |
| 1806 | 1806                                           |                                                | 310                                            | 310                                            |
| 1829 | 1829                                           |                                                | 325                                            | 325                                            |
| 1834 | 1834                                           |                                                | 301                                            | 301                                            |
| 1840 | 1840                                           |                                                | 291                                            | 291                                            |
| 1846 | 1846                                           |                                                | 359                                            | 359                                            |
| 1852 | 1852                                           |                                                | 351                                            | 351                                            |
| 1858 | 1858                                           |                                                | 363                                            | 363                                            |
| 1864 | 1864                                           |                                                | 338                                            | 338                                            |
| 1871 | 1871                                           |                                                | 299                                            | 299                                            |
| 1875 | 1875                                           |                                                | 302                                            | 302                                            |
| 1885 | 1885                                           |                                                | 297                                            | 297                                            |
| 1895 | 1895                                           |                                                | 315                                            | 315                                            |
| 1905 | 1905                                           |                                                | 334                                            | 334                                            |
| 1910 | 1910                                           |                                                | 319                                            | 319                                            |
| 1925 | 1925                                           |                                                | 280                                            | 280                                            |
| 1939 | 1939                                           |                                                | 303                                            | 303                                            |
| 1946 | 1946                                           |                                                | 485                                            | 485                                            |
| 1950 | 1950                                           |                                                | 480                                            | 480                                            |
| 1956 | 1956                                           |                                                | 429                                            | 429                                            |
| 1961 | 1961                                           |                                                | 388                                            | 388                                            |
| 1967 | 1967                                           |                                                | 443                                            | 443                                            |
| 1980 | 1980                                           |                                                | ?                                              | ?                                              |
| 1990 | 1990                                           |                                                | ?                                              | ?                                              |
| 2000 | 2000                                           |                                                | ?                                              | ?                                              |
| 2011 | 2011                                           |                                                | 810                                            | 810                                            |
| 2014 | 2014                                           |                                                | 840                                            | 840                                            |
| Datenquelle: Historisches Gemeindeverzeichnis für Hessen: Die Bevölkerung der Gemeinden 1834 bis 1967. Wiesbaden: Hessisches Statistisches Landesamt, 1968. Weitere Quellen: 1791: 180;0 Gemeinde Vöhl; Zensus 2011 |                                                |                                                |                                                |                                                |

 Historische Religionszugehörigkeit
Im Jahr 1885 waren von den 297 Einwohnern 289 evangelisch was (96,3 % entspricht), zwei katholisch (3,0 %) und 9 Einwohner bekannten sich zum jüdischen Glauben (0,7 %). 1961 wurden 350 evangelische  (90,2 %) und 36 katholische (9,3 %) Christen gezählt.

## Kultur
Zahlreiche Vereine, wie Turnverein, Männergesangverein, Frauenchor, Freiwillige Feuerwehr Marienhagen und Altenclub sowie ein Restaurant mit Übernachtungsmöglichkeit runden das kulturelle Leben im Dorf ab.
Die Gemeinde der evangelischen Kirche gehört zum Kirchenkreis Eder.